# Giovanni Battista Castello (il Genovese)
Pour les articles homonymes, voir Giovanni Battista Castello.
Giovanni Battista Castello dit Il Genovese (le Génois ; Gênes, 1547 - 1637) est un peintre miniaturiste de la fin du XVIe  et du début du  XVIIe siècle. Il se rattache à l'école génoise. Son surnom permet de le distinguer d'un autre peintre génois homonyme natif de Bergame.

## Œuvres
- Adoration des Rois (1613),
- La Circoncision (1591),
- Sainte Anne et saint Joachim, gouache sur vélin de 20 cm × 15 cm.